# Пресата
„Пресата“ (на английски: The Mangler) е разказ от Стивън Кинг, публикуван за първи път през 1972 г. в изданието на списание Cavalier за месец декември, а по-късно включен в сборника с разкази „Нощна смяна“ от 1978 година.
В него става дума за една преса за гладене в пералнята „Синята панделка“, която е обладана от зъл демон и убива служителите. Разказът е филмиран 3 пъти в пълнометражни филми.
Стивън Кинг е споделял, че измежду многото работи с които се е захващал, за да издържа семейството си преди да стане известен, е работил в индустриална пералня.

## Сюжет
Полицейски детектив, разследващ внезапен бум на ужасяващи убийства, причинени от преса на индустриална пералня, открива, че машината е обладана от демон. Историята приключва след като детективът и негов приятел подценяват силите на демона и в опита им да извършат екзорсизъм над машината, освобождават демона от съоръжението, който започва да броди по улиците и да сее смърт.